# Berberis podophylla
Berberis podophylla är en berberisväxtart som beskrevs av Camillo Karl Schneider. Berberis podophylla ingår i släktet berberisar, och familjen berberisväxter. Inga underarter finns listade i Catalogue of Life.